# Войд KBC
Войд KBC, названный в честь астрономов Райана Кинана, Эми Баргер и Леннокса Коуи, которые впервые сделали вывод о его существовании в 2013 году, является огромной, сравнительно пустой областью пространства, которая содержит сам Млечный Путь, Местную группу галактик и большую часть сверхскопления Ланиакея. Этот войд примерно сферической формы, около 2 миллиардов световых лет (600 мегапарсек (Мпк)) в диаметре, с Млечным Путем в пределах нескольких сотен миллионов световых лет от его центра. Это крупнейший супервойд, известный науке. Он значительно превосходит по размеру супервойд Эридана и даже Гигантский войд. Показано, что существование таких пустот согласуется со стандартной космологической моделью. С помощью войда KBC было объяснено расхождение между измерениями константы Хаббла с использованием галактических сверхновых и переменных звезд цефеид (72-75 км/с/Мпк) и данными реликтового излучения и барионных акустических колебаний (67-68 км/с/Мпк). Галактики внутри войда испытывают гравитационное притяжение от материи вне войда, что даёт большее локальное значение для постоянной Хаббла.